# One Man's Dream
One Man's Dream est une attraction-exposition commémorative sur l'histoire de Walt Disney présentée dans le parc Disney's Hollywood Studios (alors les Disney-MGM Studios), sur la Mickey Avenue. Elle a été ouverte en synergie avec la célébration des 100 ans de magie de Disney à l'occasion du 100e anniversaire de la naissance de Walt Disney. Elle comprend aussi un film.
Le 11 août 2017, Disney annonce que des maquettes des futurs Toy Story Land et Star Wars Land seront présentées à partir de mi septembre dans l'attraction. Le 18 septembre 2017 l'attraction rouvre avec les maquettes et des concepts art de l'attraction Mickey & Minnie's Runaway Railway.

## L'attraction
- Ouverture : 1er octobre 2001
- Lieu : Walt Disney Theater sur Mickey Avenue.
- Durée :
  - Exposition : 15 min environ
  - Film : 15 min
- Situation : 28° 21′ 25″ N, 81° 33′ 40″ O

### L'exposition
L'exposition regroupe plus de 400 objets visible aussi dans le livre éponyme. Les éléments les plus importants sont :
- une maquette du Main Street, USA de Disneyland
- le bureau d'écolier de Walt en troisième année, ses initiales sont gravées sur le dessus
- la table d'animation de Walt, sur laquelle il anima Steamboat Willie et Plane Crazy
- l'octuple Oscar décerné au film Blanche-Neige et les Sept Nains
- un oiseau mécanique du XVIIIe siècle qui inspira l'attraction Enchanted Tiki Room
- une maquette du château de la Belle au bois dormant à Disneyland
- une recréation interactive de la salle de conférence Project X de Floride située à Burbank
- une photo interactive taille réelle de Roy Oliver Disney dédicaçant le Walt Disney World Resort à son frère
- un buste d'Abraham Lincoln pour l'attraction Great Moments with Mr. Lincoln
- une maquette du château de la Belle au bois dormant au Parc Disneyland
- une maquette de Grizzly Peak à Disney California Adventure

### Le film
Le film est consacré à la biographie et l'héritage de Walt Disney. Il utilise des éléments cinématographiques non présenté dans les attractions précédentes.